# Frontex
Frontex (фр. Frontières extérieures, повн. Європейське агентство прикордонної і берегової  охорони) — агентство Європейського Союзу, яке займається охороною зовнішніх кордонів. Це агентство є відповідальним за координацію діяльності національних прикордонних служб та забезпечує надійність кордонів країн-членів ЄС з іншими країнами. Штаб-квартира агентства знаходиться у Варшаві (хмарочос Rondo 1, Польща).
Frontex був заснований відповідним регламентом Ради ЄС. Агентство почало справно працювати з 3 жовтня 2005 року та стало першим з агентств ЄС, яке базується в одній з нових країн-членів ЄС з 2004 року.

## Персонал та ресурси

Логотип Frontex

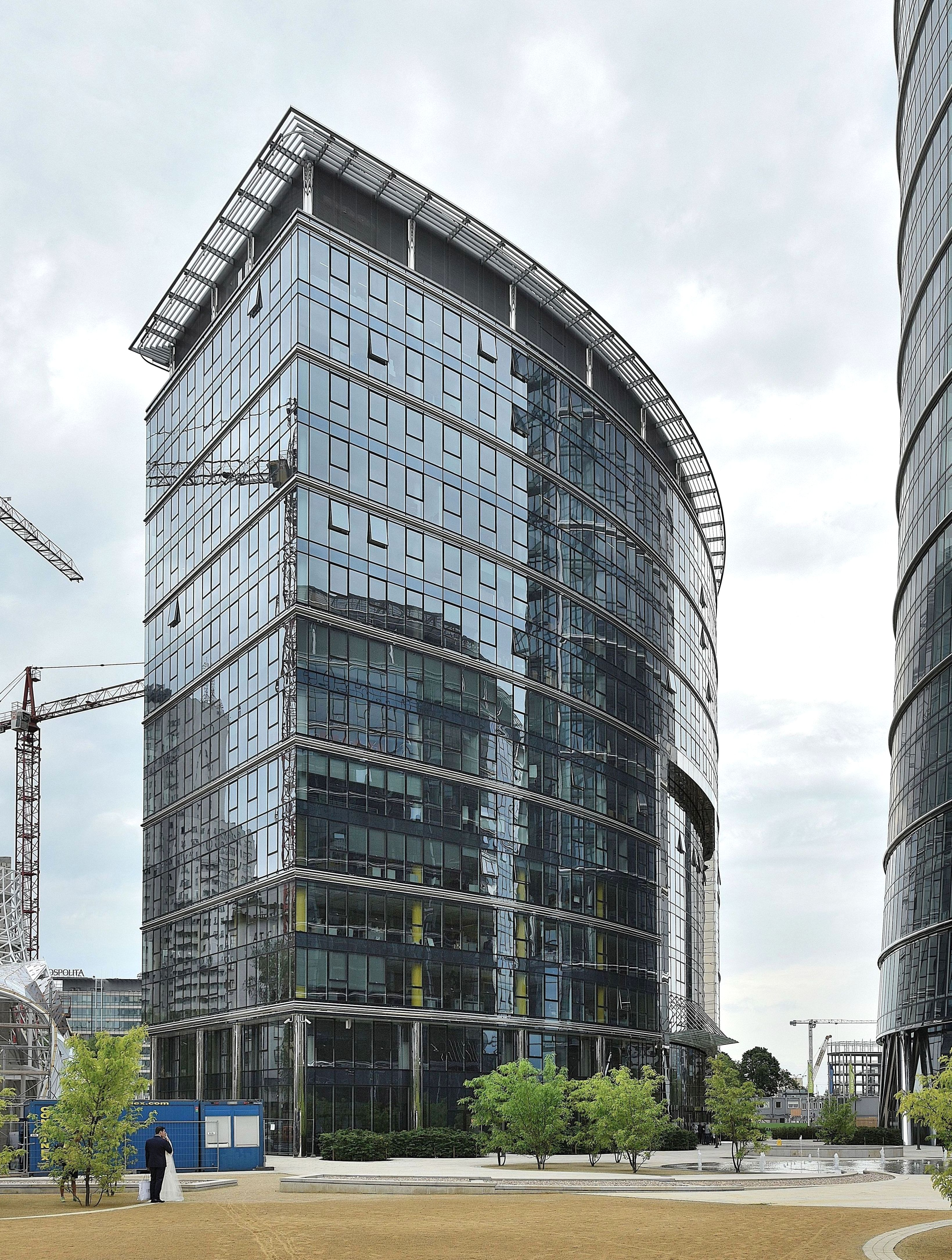
Штаб-квартира у Варшаві (Warsaw Spire)

Frontex очолює виконавчий директор Ілкка Лаїтінен. Агентством також керує Рада, до складу якої входять представники країн ЄС (по 1 з кожної країни, а у разі його відсутності призначається заступник), Ісландії, Норвегії (ці країни не входять до ЄС, але є учасниками Шенгенської угоди) та 2 представники Європейської Комісії.

Станом на лютий 2012 року центральне управління агентства складається з 272 приряджених національних експертів, тимчасових та допоміжних працівників. У 2005 році бюджет організації становив 6 млн 157 тис. євро, у 2011 році — 86 млн 384 тис. євро. 

## Місії та завдання
Frontex сприяє, координує і розвиває управління європейськими кордонами у відповідності з основним законом ЄС права застосування концепції Комплексного Управління Кордонами.
Агентство було створено для зміцнення і оптимізації співпраці між національними органами кордону. Для досягнення цієї мети, Frontex має кілька оперативних областей, які визначені в установчих регулюваннях Frontex. Цими напрямками діяльності є:
1. Спільна діяльність — Frontex планує, координує, реалізує і оцінює спільні операції, що проводяться з різними державами — членами, їх персоналом та обладнанням на зовнішніх кордонах (морських, наземних і повітряних).
2. Навчання — Frontex відповідає за розробку загальних стандартів навчання і спеціальних інструментів . Вони включають в себе єдину основну навчальну програму, яка забезпечує початковий рівень підготовки обґрунтування для прикордонників на всій території Союзу, і середнього та високого рівня підготовки для старших офіцерів.
3. Аналіз ризику — Frontex аналізує інформацію про поточну ситуацію на зовнішніх кордонах. Ці дані збираються з пунктів перетину кордону та інших оперативних джерел інформації, а також з інформаційних джерел держав — членів, включаючи засоби масової інформації та наукові дослідження.
4. Дослідження — Frontex служить платформою об'єднання європейського прикордонного контролю персоналу і наукових досліджень, промисловості щоб подолати розрив між технічним прогресом і потребами органів прикордонного контролю.
5. Забезпечення швидкого реагування — Frontex створив об'єднаний ресурс у вигляді Європейської Прикордонної команди (ЄПК) і обширну базу даних доступного обладнання, яка об'єднує фахівців людських і технічних ресурсів на всій території ЄС. Ці команди знаходяться в повній готовності в разі кризової ситуації на зовнішніх кордонах.
6. Допомога державам — членам у спільних операціях - коли держави — члени приймають рішення повернути іноземних громадян, які незаконно перебувають на чужій території та не змогли піти добровільно, Frontex допомагає їм координуючи свої зусилля для забезпечення максимальної ефективності і рентабельності, а також забезпечення, що повага основних прав і людської гідності репатріантів підтримується на кожному етапі.
7. Інформаційні системи і середовища обміну інформацією — інформація про нові ризики і поточне положення справ на зовнішніх кордонах основі аналізу ризиків і так званої " ситуаційної обізнаності " для органів прикордонного контролю в ЄС. Frontex розвиває функціонування інформаційних систем, що дозволяють обмін такою інформацією, в тому числі інформаційних і координаційних мереж, створених за рішеннями Європейської системи спостереження за кордоном.

Виконуючи свій мандат, Frontex підтримує тісні зв'язки з іншими партнерами ЄС, що беруть участь у розвитку галузі свободи, безпеки та правосуддя, такі як Європол, Євростат, Євроюст, EAR або CEPOL, а також з митними органами з метою сприяння загальної згуртованості. Frontex також тісно співпрацює з прикордонними органами переважно тих країн, що зазначені як джерело або маршрутний транзит нелегальної міграції — відповідно до загальної політики ЄС зовнішніх зв'язків.

## Управління інформацією
З такою великою кількістю членів та інших партнерів, що беруть участь в операції, і кількість даних, які повинні бути розсортовані і проаналізовані, управління інформацією є важливим аспектом роботи Frontex. Понад 42 000 км берегової лінії, майже 9000 км сухопутних кордонів і близько 300 міжнародних аеропортів, Європа бачить навколо 500 млн разів перетину кордону на рік. Для роботи з управлінням потоку легальної та нелегальної міграції потрібне чітке уявлення про поточну ситуацію на всіх зовнішніх кордонах ЄС — від аеропортів до інших пунктів перетину кордону на суші і в морських портах.
У відповідь на цю потребу, був створений Frontex Situation Centre (FSC). FSC має завдання забезпечувати постійне оновлення найновішої інформації що до зовнішніх кордонів Європи та міграційної ситуації. Вона виступає як центральний пункт зв'язку і доступу до інформації для всіх зацікавлених сторін Frontex. Він також є життєво важливою частиною швидкого реагування механізму Frontex у разі надзвичайної ситуації, що відбувається в будь-якій точці на зовнішній межі. Щоб забезпечити це, FSC має кілька функцій, для виконання в межах апарату Frontex:
Моніторинг ситуації — це основна функція FSC. Всі інші галузі діяльності центру сприяють якоюсь мірою його здатності забезпечити докладні, точні і сучасні зображення можливих ситуацій на зовнішніх кордонах ЄС.
Центральна точка контакту — з метою забезпечення ефективної комунікації, FSC забезпечує чітку точку офіційних контактів (вхідні та вихідні) між державами — членами та Frontex, а також для інших зовнішніх партнерів.
Спільна оперативна підтримка — FSC обробляє вхідні дані з усіх областей діяльності, систематизації та обробки його в щоденній ситуаційній картині того, що відбувається на певній території. Ця обробка включає в себе перевірку якості вступних даних і забезпечення доступу в потрібному форматі для подальшого аналізу. Frontex розробила свої власні спеціалізовані системи звітності, що дозволяє ефективний обмін інформацією всім учасникам у спільних операціях.
Моніторинг ЗМІ — необхідний елемент для того, щоб залишатися в курсі загальної картини.
Обізнаність в цілях — мета обізнаності в місії є збереженням відповідних співробітників Frontex інформацією про критичні області і будь-яку іншу необхідну інформацію про країни за межами ЄС.

## Повернення емігрантів-порушників
Громадяни країн, які вичерпали всі законні шляхи, щоб узаконити їхнє перебування в ЄС, або вчинили злочин на території ЄС, повинні повернутися до своїх країн назад.
За даними Євростат, майже 250 000 осіб, з таких причин вирушають щороку додому. Переважна більшість з них виїжджають добровільно. Однак, коли емігранти, що незаконно перебувають на території ЄС відмовитися від виконання, вони примусово повертаються на Батьківщину. Особи підлягають поверненню за індивідуальними рішеннями, прийнятими судом або компетентним адміністративним органом в державі — члені ЄС.
Спільна операція повернення. Одним із завдань Frontex у передбаченому в установчих регулювання є надання державам — членам необхідної підтримки, в тому числі, на прохання, координації або організації спільних операцій з повернення. Frontex виступає як посередник, координацією з різними національними органами, які хочуть взяти участь у спільному польоті повернення. Однак, Frontex не вказує жодної інформації про окремі випадки репатріантів. Персональні дані, оброблюваних агентством не розголошуються.
Як відбувається процедура. Одна з країн — членів ЄС або країн Шенгенської Associated бере на себе ініціативу організувати спільний політ повернення до певної країни та призначає літак для цієї мети. Країни призначення вибираються залежно від потреб — наявність нелегальних іммігрантів даної національності, які отримали рішення про повернення.
Держава-організатор повідомляє Frontex інформацію щодо запланованого польоту: кількість місць, наявних для інших учасників. Frontex відправляє цю інформацію іншим державам-членам. У деяких випадках держава-член організації посилає передовий загін у країну. Завданням передової групи є домовленість з місцевою владою, надання інформації про репатріантів та інших подробиць висадки та обробки по прибуттю. Репатріанти, у супроводі ескорту (медичний персонал, відповідальний за супровід), сідають у літак до кінцевого пункту призначення.
Країна — організатор готує та здійснює нагляд за польотом відповідно до передового досвіду керівництва, підготовленого Frontex. Крім того, кожна держава — член за законом зобов'язана мати систему моніторингу для забезпечення дотримання Хартії ЄС про основні права. Менеджер проєкту Frontex завжди подорожує чартерним рейсом до країни. Його завдання включає в себе переконатись, що спільна операція повернення здійснюється відповідно до Кодексу поведінки для зворотних рейсів створеного Frontex.
Спільні операцій з повернення фінансує Frontex. Зазвичай витрати повністю або частково покриті Frontex включають вартість фрахту літака, витрат на проїзд і повернення. Витрати, що покриваються Frontex можуть змінюватися також іншими джерел фінансування.

## Значення для ЄС
В основі роботи Frontex дослідження потенційних можливостей нових технологій управління кордонами для задоволення подвійної мету підвищення безпеки при одночасному спрощенні. Агентство активно відстежує і сприяє дослідженням, що стосуються контролю та спостереження за зовнішніми кордонами. Frontex також тримає держави — члени та Європейську комісією в курсі подій.
Ефективний прикордонний контроль повинен знайти баланс між полегшенням руху все більшого числа туристів через кордони, а також сприянню більшій безпеці для європейських громадян. Інноваційні технології, які нині[коли?] розвиваються небаченими темпами, можуть надати цінну допомогу органам прикордонного управління, щоб зробити свою роботу ефективнішою. Але ця важлива мета вимагає, щоб технології прикордонного контролю зосередилися на вирішенні ключових проблем. Вони також повинні бути достатньо гнучкими, щоб адаптуватися до мінливих обставин і різноманітних умов за межами національних кордонів, і задовольнити потреби спільноти. Крім того, в ЄС, без контролю на внутрішніх кордонах і загальних зовнішніх кордонів, інше з основних завдань полягає у зміцненні взаємодії, тобто здатності різних систем і національних органів влади проводити спільну роботу.
Frontex грає ключову роль у подоланні розриву між виробниками і кінцевими користувачами, переконавшись, що дослідженням і розробкою є чітке уявлення про потреби і проблеми, з якими щодня стикаються на кордонах ЄС. Агентство сприяє обміну інформацією між прикордонними органами управління, науково — дослідницьких інститутів, університетів та промисловості, шляхом організації проєктів, семінарів і конференцій.
Крім того, Frontex дуже активна в просуванні процесу гармонізації та розвитку найкращих практик і стандартів прикордонного контролю, як оперативних, так і технічних, у відповідності з існуючими і майбутніми заходів ЄС. Управління кордонами охоплює всі види діяльності, що здійснюються на зовнішньому кордоні для вирішення проблеми нелегальної міграції. Проте, характер дій пов'язаних з охороною кордону (між уповноваженими прикордонними пунктами), та для прикордонного контролю (у пунктах пропуску) зовсім різні. Для того, щоб задовольнити ці різні потреби, Frontex організували дві різні програми.
Frontex використовує цілісний підхід до дослідження можливостей, в тому числі в соціальній сфері. Агентство розпочало прововодити дослідження за допомогою визнаних експертів з етики безпеки кордонів та боротьби з корупцією. Ці дослідження призначені для забезпечення точної картини практики держав — членів у цих областях, а також вхід для політиків. Інші роботи, включаючи дослідження за методами аналізу ризику, передбачення (прогнозування майбутніх потоків на кордонах), а також факторів міграції.

## Національні партнери
- Austria: Polizei Latvia: Valsts robežsardze
- Belgium: Police/Politie Lithuania: Valstybės sienos apsaugos tarnybos
- Bulgaria: Гранична полиция Luxembourg: Police Grand Ducale
- Cyprus: Police Malta: Border Control Services
- Czech Republic: Služba cizinecké a pohraniční policie Netherlands: Koninglijke Marechaussee
- Denmark: Politi Norway: Politi
- Estonia: Politsei-ja Piirivalveamet Poland: Straż Graniczna
- Finland: Rajavartiolaitos Portugal: Serviço de Estrangeiros e Fronteiras
- France: Police Aux Frontières Romania: Politia de Frontieră Română
- Germany: Bundespolizei Slovak Republic: Úrad hraničnej a cudzineckej polície
- Greece: Ελληνική Αστυνομία Slovenia: Policija
- Greece: Λιμενικό Σώμα Spain: Cuerpo Nacional de Policía
- Hungary: Rendőrség Spain: Guardia Civil
- Ireland: An Garda Síochána Sweden: Kustbevakningen
- Italy: Guardia Costiera Sweden: Polisen
- Italy: Guardia di Finanza Switzerland: The Swiss Border Guard
- Italy: Polizia di Stato United Kingdom: UK Border Agency

## Особливості діяльності
6 травня 2023 року, до польського літака, що виконував завдання місії Frontex в Чорному морі, яка була спрямована на запобігання незаконній міграції, тричі наблизився російський винищувач, здійснюючи небезпечні й агресивні маневри, утворив велику турбулентність. Також російський літак пролетів просто перед носовою частиною польського повітряного судна, перетинаючи його траєкторію польоту на небезпечній відстані. Польський літак тимчасово втратив керування та висоту. Екіпаж розповів, що ця відстань становила всього близько п'яти метрів. Для надання допомоги польському літаку, за тривогою Об'єднаного центру повітряних операцій НАТО, в повітря були підняті чотири бойові літаки Румунії та Іспанії.
7 травня 2023 року, місія Агентства Європейського Союзу з охорони зовнішніх кордонів (Frontex) оголосила про тимчасове припинення патрульних рейсів у Чорному морі. Причиною став небезпечний інцидент за участю польського літака та російського винищувача.
8 травня 2023 року, агентство Frontex у коментарі виданню EUobserver повідомило про продовження роботи своєї місії над Чорним морем після проведення оцінки безпеки для екіпажів в ході патрулювання. "Разом із румунською владою ми оцінюємо наші плани патрулювання, щоб забезпечити безпеку наших екіпажів", – було заявлено в коментарі.